# Bisbat de Nantes
El bisbat de Nantes és una jurisdicció eclesiàstica de França fundada probablement per sant Clar (el primer bisbe) al segle iii, i que subsisteix fins a l'actualitat.

## Llista de bisbes
- vers 280: sant Clar, primer bisbe
- vers 310-330: Ennius, Emius o Emilius
- vers 330: sant Similià (ou Sambin)
- vers 374: Eumelius, Eumalius o Evhemirus I, participa en el Concili de Valence (374)
- vers 383: Martius
- vers la fi del segle iv: Arisius
- vers 440: Desiderius o Didier, mort vers 444, fou bisbe uns 40 anys.
- vers 446: Lleó, participa en el concili d'Angers el 453
- vers 455: Euribi o Eusebi, mort el 461 (citat al concili de Tours el 461).
- 462 - mort vers 472: Nonnechius I (citat al concile de Vannes, vers 465).
- vers 472: Cariundus, mort vers 475.
- vers 475: Cerunius o Ceraunius
- vers 475 o 500: Clematius, Clemens o Climent I, mort vers 502.
- 511: Epifani o Epiphanios
- vers 515 - mort el 541: Eumalius o Evhemirus II, constructor de la primera catedral. Va participar en els concilis d'Orleans del 533, 538 i 541.
- abans del 548 - mort el 8 de juny de 582: sant Fèlix I, acaba i consagra la catedral de Saint-Pierre de Nantes el 30 de setembre del 548.
- Nonnechius II, mort abans del 596. Citat per Gregori de Tours.
- abans del 610-614: Eufronius
- vers 614-626: Leobard
- vers 630: sant Pasquier o Pascharius
- vers 637: Taurinus
- vers 640: Haicó
- vers 650: Salapius
- vers 703: Agateu, comte de Rennes i de Nantes, i bisbe de Nantes i de Rennes.
- Amelon, bisbe i guerrer.
- vers 725: Emilià, també un guerrer, va lluitar contra els musulmans.
- 732: Salvius, va lluitar contra els musulmans.
- 756 - 757: Deomart, va participar en el concili de Compiègne el 757
- vers 776 - mort vers 800: Odilard
- vers 800: Alan
- vers 820 - mort el 833: Ató, participa en el concili de Paris el 829
- 834 - mort el 835: Drutcaire
- 835 - 24 de juny de 843: Saint Gohard (ou Gonthard), tué par les Normands.
- 843-846: Actard
- 851: Gislard en oposició a Guerandus.
- 853 - 871: Actard (segona vegada).
- 872 - 886: Ermengar. Va consagrar a Alan I el Gran, comte de Vannes.
- 886 - mort el 5 de febrer de 896: Landrain
- 900 - mort el 906: Foucher, que va restaurar la catedral.
- vers 906: Isayas
- 907: Adalard
- primera meitat del segle ix: Hoctron
- 950 - 958: Herdren
- vers 960 - mort vers 980: Gualter I, possible fill d'Alan II Barbitorte.
- vers 980 - mort el 988: Guerech I de Bretanya, comte i bisbe de Nantes; fill d'Alan II Barbitorte.
- vers 988: Judicael de Nantes, fill d'Hoel I de Bretanya.
- 990: Hug
- 992 - mort el 1005: Arveu o Hervé
- 1005 - mort el 15 d'octubre de 1041: Gualter II
- 1047-deposat 3 d'octubre de 1049: Budic, fil de Gualter II (mort el 1050).
- 1049-cessat el 1052: Airard, cardenal i abat de la basílica de Saint-Paul-hors-les-Murs
- 1052 - mort 31 juliol de 1079: Quiriac o Guerech II de Cornualla, elegit el 1052, consagrat el 1061. Fill d'Alan Canhiart.
- 1079 - abdica el 1111: Benet de Cornualla, germà de l'anterior, consagrat el 1081.
- 1112: Robert I
- 1112 - mort el 29 d'octubre de 1140: Brice
- 1142 - mort en 1147: Iterius
- 1147 - mort el 29 de desembre de 1169: Bernat I
- El 25 de desembre de 1170 - mort el 15 de gener de 1184?: Robert II
- 1184 - mort el 1187: Artur ? (no apareix als catàlegs)
- 1185 - 1197: Maurici de Blaron, elegit el 1185, consagrat el 1186, transferit a Poitiers - 29 de novembre de 1197, mort el 29 de novembre de 1198.
- abril 1199 - mort el 1208: Jofré o Geoffroi
- Gualter III, mort el 1212: ? (no apareix als catàlegs)
- 1213 - mort 8 febrer 1227: Esteve de la Bruyère
- 1227: Climent II (mort 8 de setembre 1227).
- 1228 - mort 4 de febrer 1235: Enric I
- transferit a Nantes l'agost de 1236 - mort maig de 1240: Robert III, patriarca de Jerusalem.
- 1240 - mort el 21 de setembre de 1263: Galeran
- 1264 - mort el 7 de febrer de 1267: Jaume I, consagrat el febrer de 1264, l'any del concili de Nantes.
- 1267 - mort a l'octubre de 1277: Guillem I de Vern
- 1278 - mort l'11 de maig de 1291: Durand
- 1292 - va abdicar o morir el 1297: Enric II de Calestrie, consagrat el 1293.
- gener 1299 - 1304: Enric III
- final de setembre 1304 - mort el 14 de febrer de 1337: Daniel Vigier
- el 17 de juliol de 1338: Barnabé
- 1339 - mort el 24 d'agost 1353?: Olivier Salahadin
- 1354: Hug de Montrelais, no confirmat
- 20 desembre 1354 - mort el 23 de febrer de 1366: Robert IV Paynel
- 16 març 1366-vers 1382: Simon de Langres, permuta el 1381 amb Jean de Montrelais, bisbe de Vannes, efectiva a partir de 1382.
- vers 1382 - mort 13 setembre 1391: Joan I de Montrelais (o de Montreslet), abans bisbe de Vannes.
- El 4 de setembre de 1392 - mort el 8 d'agost de 1397?: Bonabius de Rochefort
- 1397 - mort en 1404: Bernat II du Peyron
- transferit des de Vannes el 1404 - mort el 17 d'abril de 1419: Enric IV el Barbut
- transferit des de Saint-Brieuc el 24 d'agost de 1419 - mort el 14 de setembre de 1443: Jean de Malestroit (Châteaugiron)
- 1443-final de 1461: Guillem II de Malestroit. Va abdicar al final de 1461 i va esdevenir arquebisbe de Tessalònica. Mort el 1491
- 19 de març de 1462-mort 23 de febrer de 1477 : Amauri d'Acigné
- 1477 (mort als quatre mesos) : Jaume II d'Elbiest
- 1477 - mort 12 de novembre de 1487 : Pere I du Chaffault
- 1 d'octubre de 1489 (?)- mort l'agost de 1493: Robert V d'Espinay
  - Cèsar Borja 9 d'agost al 4 de novembre de 1493ː Cèsar Borja com administrador apostòlic
- transferit el juliol de 1495 - mort el 25 de setembre de 1500: Joan III d'Espinay
- L'1 novembre 1500 - mort el 29 de novembre de 1506: Guillem III Guéguen, prior comanditari de l'abadia de Saint-Magloire de Léhon de 1483 a 1498
- transferit des de Rennes el 24 de gener de 1507 - abdica el 1511: Robert VI Guibé
- 1511 - mort el 7 de gener de 1532: François Hamon, prior comandatari de l'Abbaye Saint-Magloire de Léhon el 1527.
- El 31 de maig de 1532 - el 23 de febrer de 1542: Lluís I d'Acigné, prior comanditari de l'abadia de Saint-Magloire de Léhon el 1542
  - El 18 d'agost de 1542 - mort el 19 de maig de 1550: cardenal Joan IV de Lorena com administrador apostòlic, igualment bisbe o arquebisbe d'altres diòcesis. A
  - 1550 - 1554: Carles I de Borbó com administrador apostòlic, cardenal de Vendôme; abans bisne de Nevers (1540-1545); igualment arquebisbe de Rouen (1550-1590).
- El 22 d'abril de 1544 - transferit a Amiens el 1562: Antoni I de Créquy. Pere d'Acigné fou canonge de Nantes de 1543 a 1551 i prior comanditari de l'abadia de Saint-Magloire de Léhon
- El 29 de juny de 1562 - El 13 de març de 1566: Antoni II de Créquy
- El 13 de març de 1566 - transferit a Reims el 1594: Philippe I du Bec, abans bisbe de Vannes.
- 1596: Jean V du Bec, no va prendre possessió i la va permutar amb Charles de Bourgneuf de Cucé, bisbe de Saint-Malo.
- 30 octubre 1598 - mort 17 juliol 1617: Carles II de Bourgneuf de Cucé
- 1621-1622: Enric V de Bourgneuf d'Orgères
- 17 març 1622-transferit a Lisieux el 1636: Philippe II Cospéau
- 11 juny 1636 - mort en 1667: Gabriel de Beauvau
- 12 juny 1668 - abdica el 1677: Gilles de La Baume Le Blanc de La Vallière
- 1 de juliol de 1677 - mort 6 de setembre 1717: Jean-François I de Beauvau du Rivau
- 2 octobre 1717-transferit a Rouen 17 d'octubre 1723: Lluís II de La Vergne de Tressan, consagrat el 10 juliol de 1718.
- transferit des de Rennes el 17 d'octubre de 1723 - mort el 29 maç 1746: Christophe-Louis Turpin de Crissé de Sanzay (exerceix des de l'11 desembre de 1724).
- nomenat 17 abril 1746 - mort 1 abril 1775: Pere II Mauclerc de La Mousanchère
- 11 setembre 1775 - mort 20 setembre 1783: Jean-Augustin Frétat de Sarra
- 10 gener 1784-1801: Charles-Eutrope de La Laurencie, reemplaçat a la revolució en ser refractari a aquesta
- 27 març 1791-1802: Julien Minée, bisbe constitucional de Loire-inférieure
- 5 juliol 1802 - mort 9 juliol 1813: Jean-Baptiste Duvoisin, primer bisbe concordatari
- 8 agost 1817 - mort 2 de febrer de 1822: Louis-Jules-François-Joseph d'Andigné de Mayneuf, consagrat 1 octubre 1817.
- 15 febrer 1822 - mort 12 maig 1838: Joseph-Michel-Jean-Baptiste-Paul-Augustin Micolon de Guérines, consagrat 17 novembre 1822.
- 12 maig 1838-renuncia el 29 novembre 1848: Jean-François de Hercé, mort 31 gener 1849.
- 6 desembre 1848 - mort 9 desembre 1869: Antoine-Mathieu-Alexandre Jaquemet, consagrat 29 juliol 1849.
- 17 maig 1870 - mort 9 juny 1877: Félix II Fournier
- 30 juliol 1877 - mort 25 desembre 1892: Jules-François Le Coq, transferit des de Luçon.
- 3 gener 1893 - mort 18 desembre 1895: Auguste-Léopold Laroche
- 30 maig 1896 - mort 19 febrer 1914: Pierre-Emile Rouard
- 28 maig 1914-dimiteix 8 juliol 1935: Eugène Le Fer de La Motte
- 20 agost 1936-retirat 2 juliol 1966: Jean-Joseph-Léonce Villepelet
- 2 juliol 1966- 15 abril 1982: Michel-Louis Vial
- 15 abril 1982-transferit a Tolosa de Llanguedoc el 7 maig 1996: Emile Marcus
- 14 octubre 1996-retirat 8 juliol 2009: Georges Soubrier
- 8 juliol 2009-transferit a Bordeus el 14 novembre 2019: Jean-Paul James
- des de 11 agost 2020: Laurent Percerou